# Dôme de sel

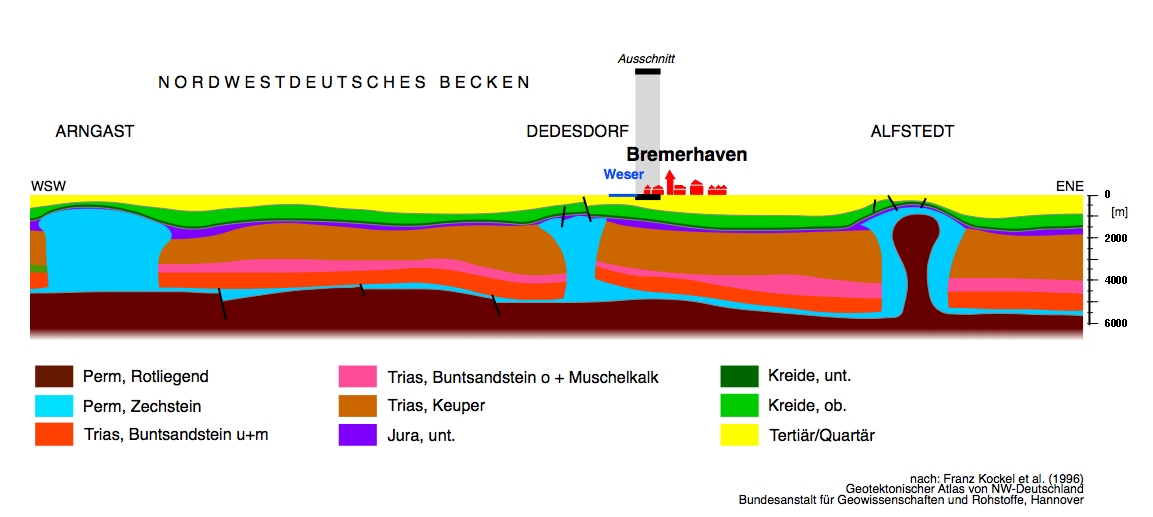
Coupe géologique simplifiée de la partie nord de l'Allemagne montrant les dômes de sel (en bleu)

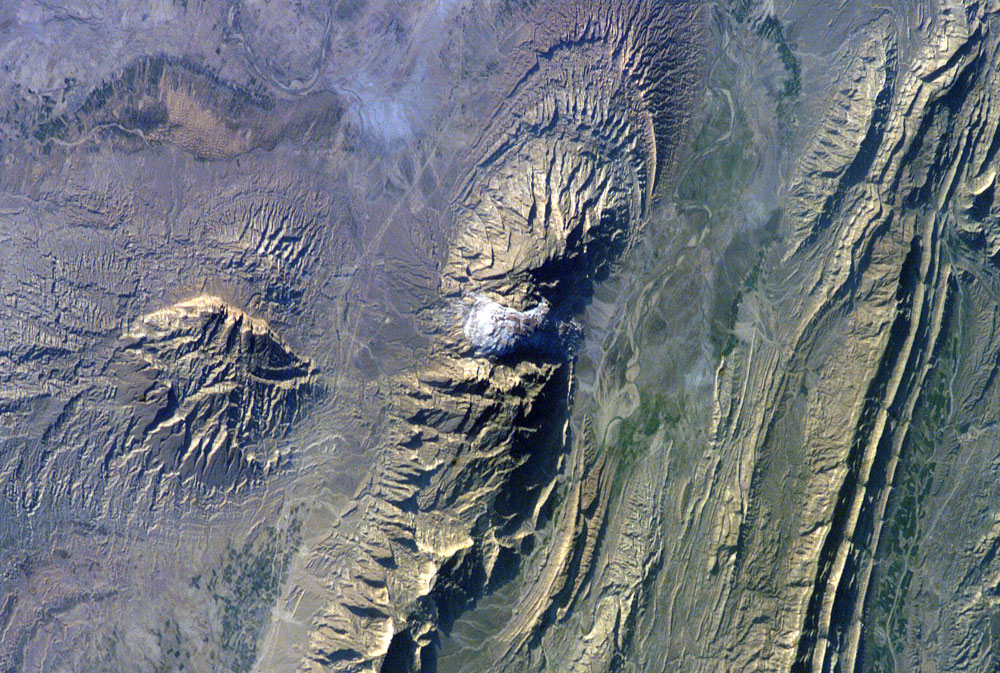
Image satellite d'un dôme de sel dans les Zagros (structure blanche au centre de l'image).

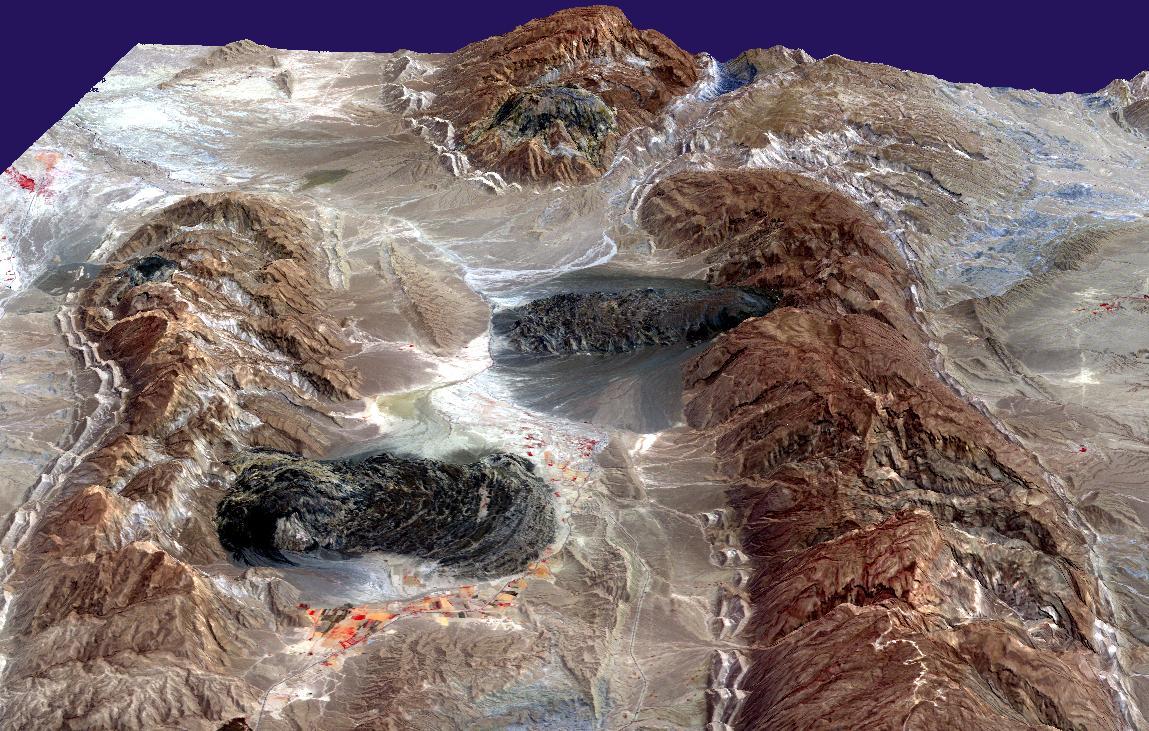
Image satellite tridimensionnelle de dômes de sel dans les Zagros : on voit deux structures sombres qui s'étalent, comme des « glaciers salés ».

Un dôme de sel ou dôme salin est une structure naturelle formée par la remontée de halite (sel), très ductile et plus légère que les roches avoisinantes (d=2,16 contre d=2,7 en moyenne dans la croûte supérieure). Le sel en remontant peut former différentes structures de taille kilométrique (diapirs, dômes, feuillets, piliers etc.).
Le terme « dôme salin » est parfois utilisé, fautivement, pour indiquer des silos en forme de dôme et qui contiennent du sel pour dégivrer les routes.

## Géologie
Le dépôt de grandes quantités de sel est lié à un climat aride et/ou un milieu confiné (bassin endoréique, comme le Grand Bassin du Nevada ou le plateau tibétain). En Europe, la grande majorité du sel exploité date du Trias.
La grande ductilité du sel permet la « cicatrisation » des fractures ; il est de fait imperméable. Sa migration vers le haut déforme les couches avoisinantes en antiforme. L'association d'une structure antiforme et d'une couche imperméable permet le piégeage des hydrocarbures. Ces structures forment la plupart des sources de pétrole dans le golfe du Mexique. À cause de leur nature imperméable, ces dômes sont également utilisés pour stocker des matières premières ou des matières dangereuses.
On ne peut observer de sel gemme à l'affleurement que dans les milieux arides (comme les montagnes d'Iran, voir illustration). En effet, la halite est très facilement dissoute dans l'eau .
Les dépôts de sel permettent également de localiser la déformation : la grande ductilité de ces roches forme une "couche savon" dans laquelle peuvent s'enraciner les failles. Ainsi, la chaîne du Jura est très directement liée à la présence d'évaporite du Trias en profondeur.

## Îles formées par des dômes de sel
- En Louisiane, l'île Avery.
- Au Québec, les Îles-de-la-Madeleine.

## Utilisation
Des puits peuvent être forés dans les dômes de sel, pour exploiter le sel et/ou créer une cavité saline pour le stockage souterrain de fluides (gaz naturel) principalement.

## Stockage des déchets radioactifs
Pour stocker les déchets, on parle (dans la majorité des pays) de les enfouir quelques centaines de mètres sous terre, et sur des galeries de plusieurs kilomètres de long. Cependant, il faut éviter un maximum la corrosion des combustibles irradiés au contact de l'eau. Pour ce faire, on peut mettre les déchets dans des containers métalliques et choisir l'endroit où les enfouir. Les dômes de sel font partie des endroits intéressants.

## Effondrements
L'érosion par dissolution de la halite des dômes de sel est connue pour créer des dépressions à la surface, des fontis et des dolines naturelles. L'exploitation des dômes par l'homme à des fins d'extraction d'hydrocarbures, de sel, de gypse ou de soufre est aussi connue pour avoir provoqué plusieurs catastrophes du fait de l'effondrement de cavernes instables ou abandonnées. La plupart s'effondrent par le haut, en 2012, une caverne s'effondre par le côté et crée la doline de Bayou Corne.